# Abarema levelii
Abarema levelii és una espècie de llegum del gènere Abarema de la família Fabaceae.